# Saint-Sulpice (Tarn)
Saint-Sulpice település Franciaországban, Tarn megyében. Lakosainak száma 9674 fő (2022. január 1.). Saint-Sulpice Rabastens, Azas, Buzet-sur-Tarn, Roquesérière, Coufouleux, Lugan, Mézens és Saint-Lieux-lès-Lavaur községekkel határos.

## Népesség
A település népessége az elmúlt években az alábbi módon változott:
| Lakosok száma | 8484 | 8778 | 9159 | 9117 | 9227 | 9336 | 9480 | 9576 | 9674 |
|               | 2013 | 2015 | 2016 | 2017 | 2018 | 2019 | 2020 | 2021 | 2022 |

### Figyelemre méltó helyek és műemlékek

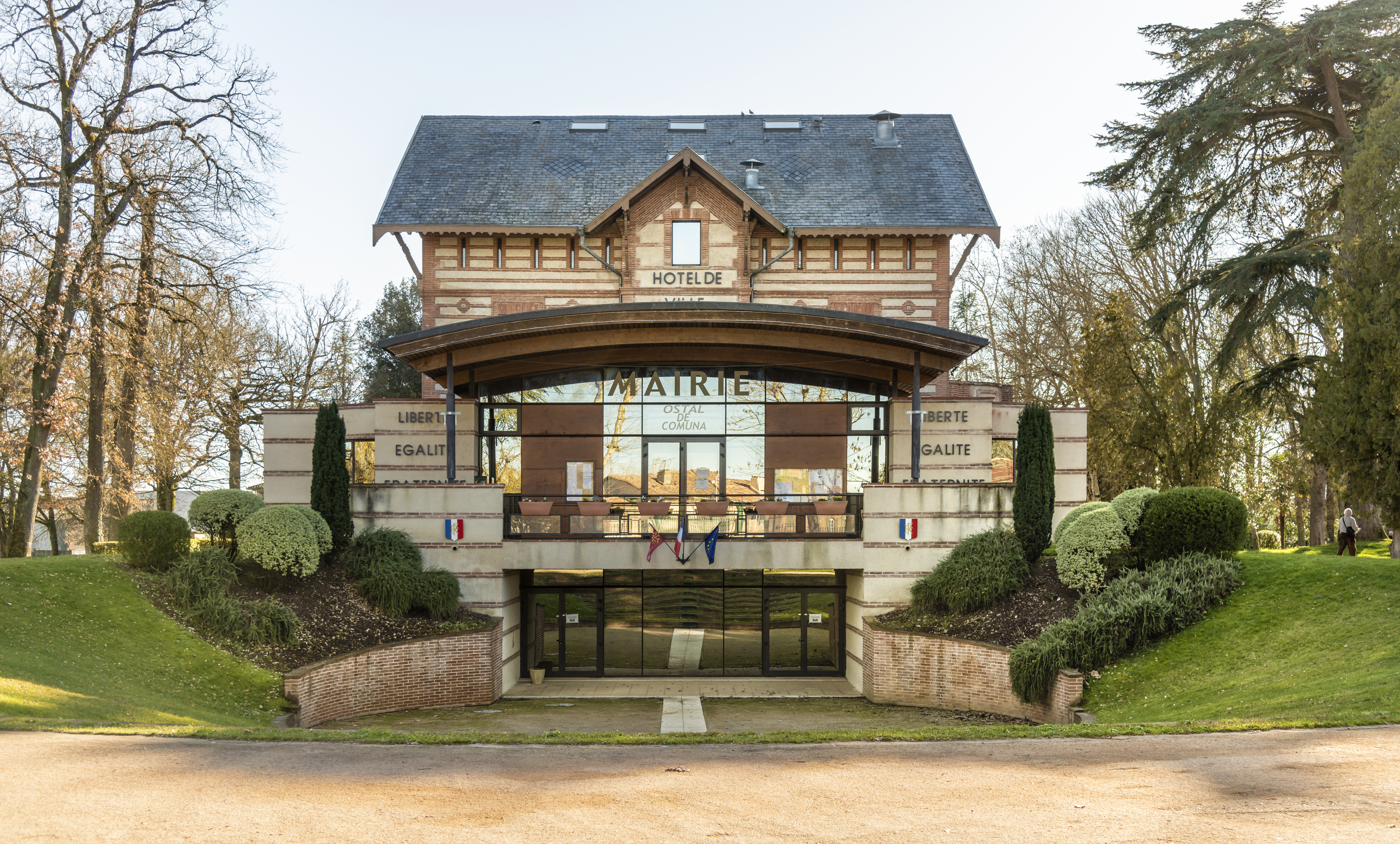
Városháza
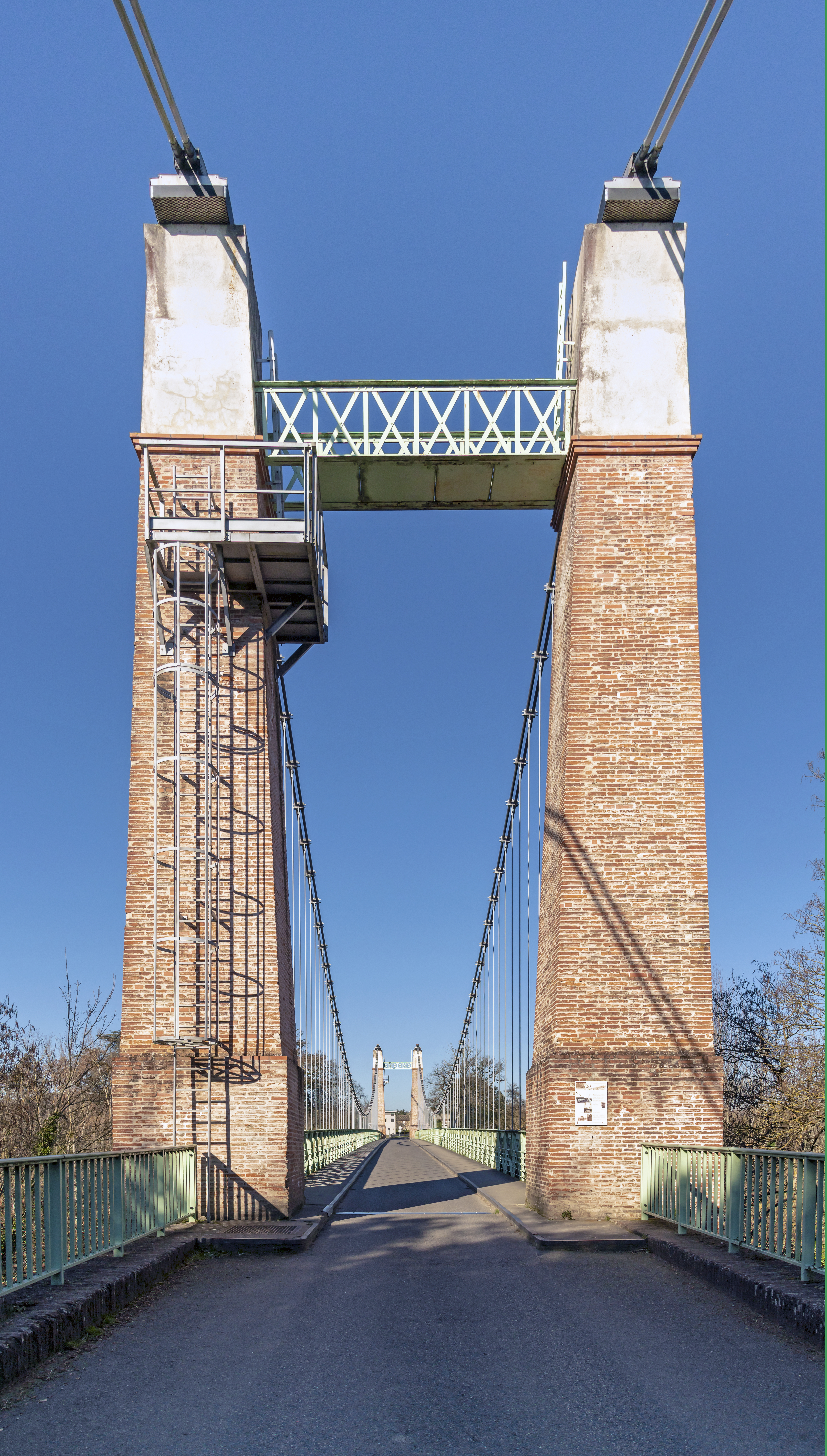
A függőhíd az Agout felett.
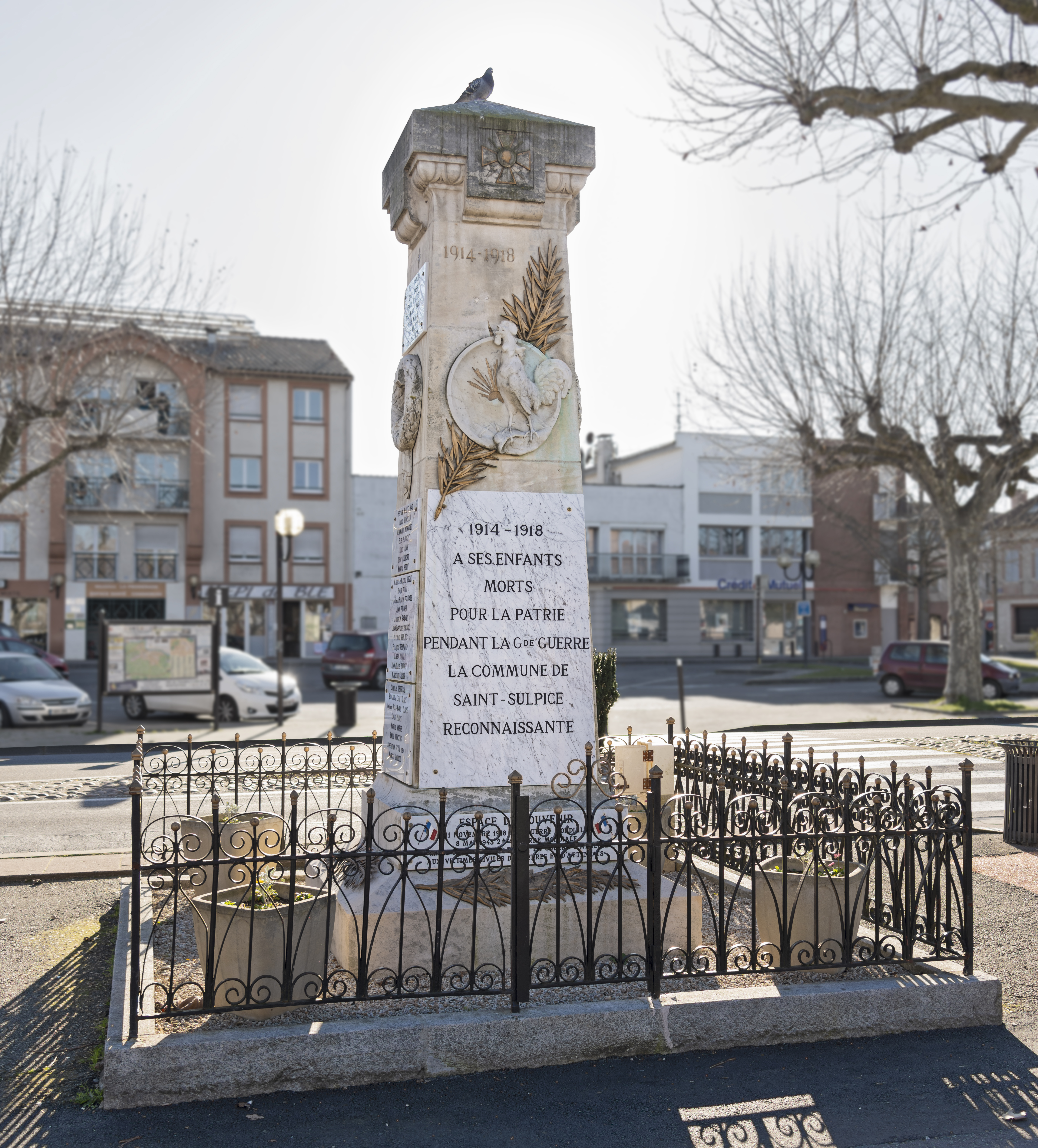
Háborús emlékmű.
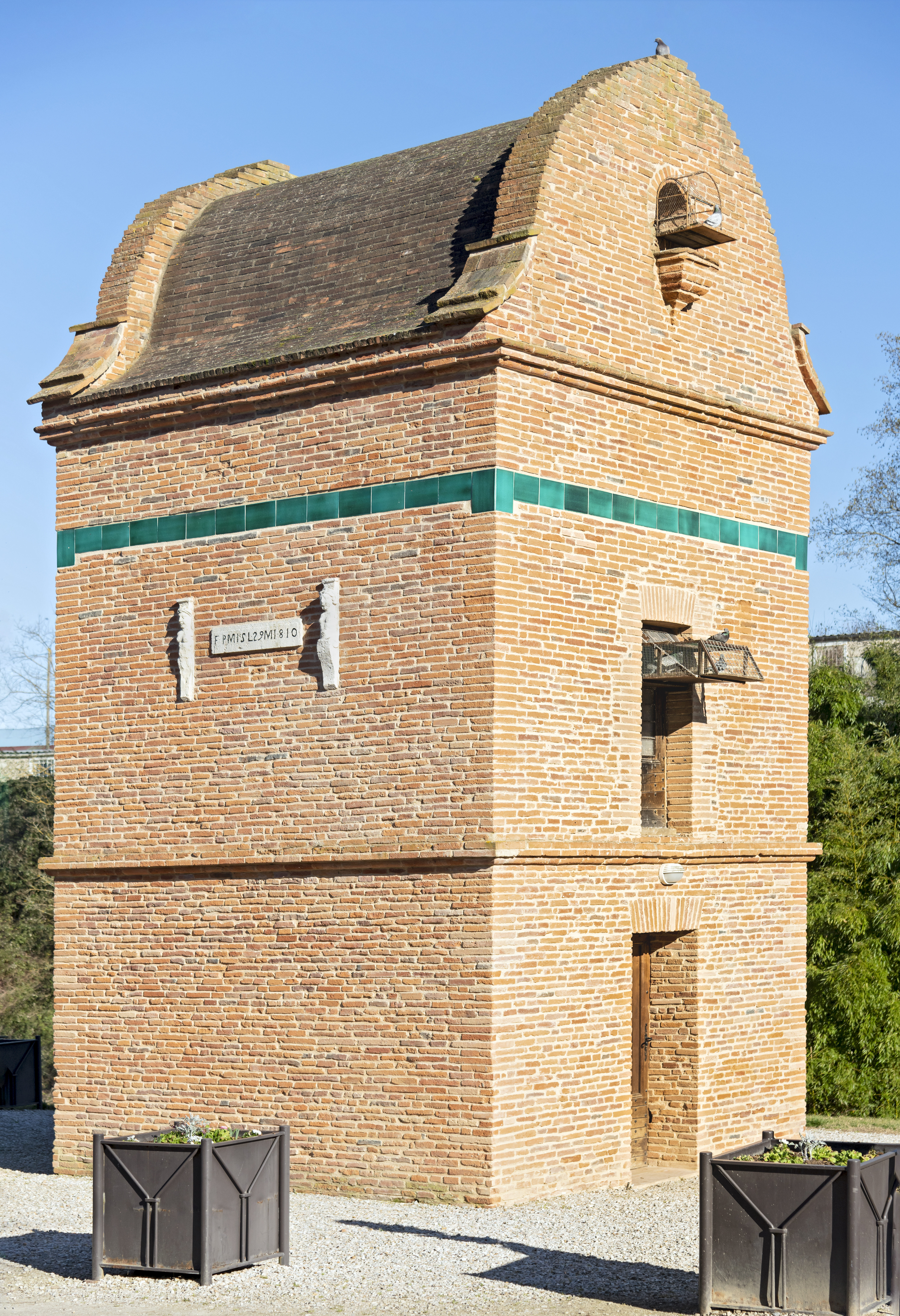
Dovecote 1810-től
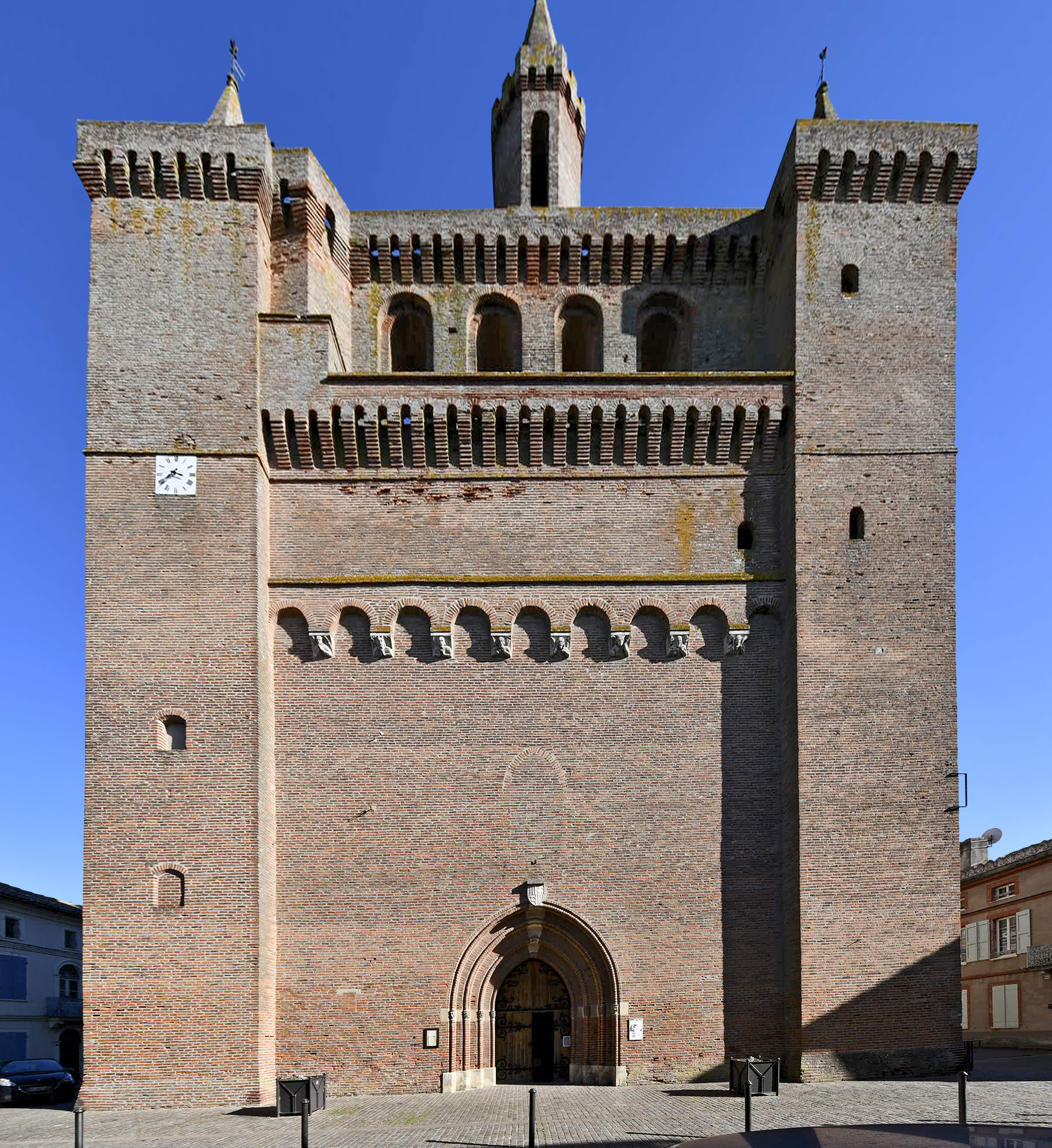
Notre-Dame-templom
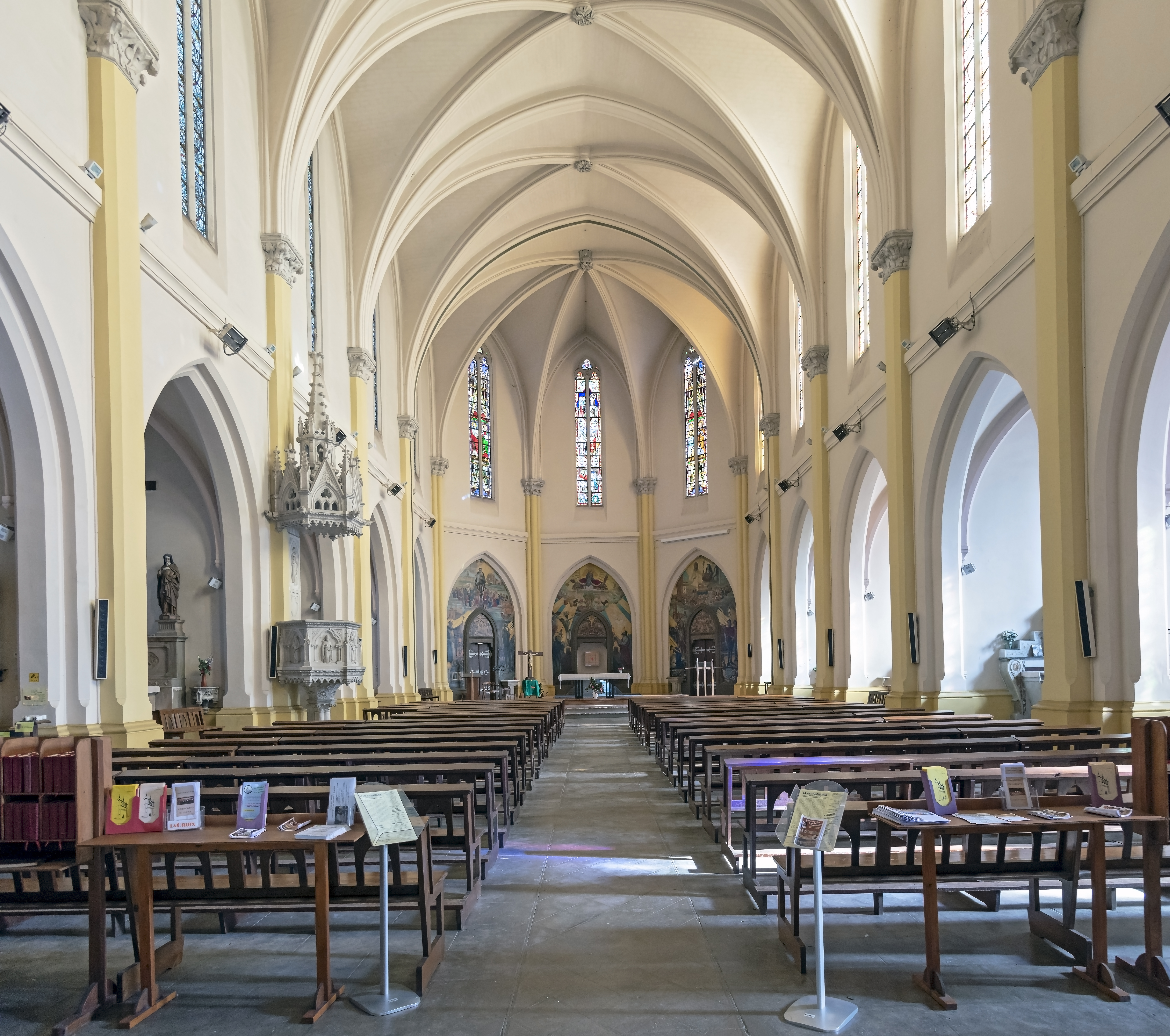
Kilátás a hajóra